# Friedrich August Quenstedt
Friedrich August Quenstedt, Friedrich August von Quenstedt (ur. 9 lipca 1809 w Eisleben, zm. 21 grudnia 1889 w Tybindze) – niemiecki geolog, mineralog oraz paleontolog, profesor i rektor uniwersytetu w Tybindze.
Syn żandarma, po osieroceniu utrzymywany przez wuja. Ukończył gimnazjum w rodzinnym mieście i od 1830 studiował na uniwersytecie berlińskim nauki przyrodnicze, ze szczególnym uwzględnieniem mineralogii, którą poznawał pod kierunkiem Eilharda Mitscherlicha i Christiana Weissa. Po studiach pracował w berlińskim muzeum, prowadząc równocześnie badania naukowe i publikując. W 1836 obronił pracę doktorską poświęconą łodzikowatym, a w 1837 r. uzyskał na macierzystej uczelni habilitację i związał się naukowo z uniwersytetem w Tybindze, najpierw jako profesor nadzwyczajny, a od 1842 jako profesor i kierownik katedry geologii, mineralogii i paleontologii. Od 1866 do 1867 był rektorem tej uczelni. W okresie pracy w Tybindze, choć odbywał też wyprawy badawcze do różnych krajów Europy, skoncentrował się na badaniu geologii i paleontologii Wirtembergii, w tym szczególnie systemu jurajskiego i ammonitów jury. Jednocześnie wciąż prowadził badania mineralogiczne i krystalograficzne, a także pisał liczne prace popularyzujące wiedzę geologiczną. W uznaniu zasług otrzymał tytuł szlachecki.

## Publikacje
- Methode der Krystallographie. Ein Lehrbuch für Anfänger und Geübte. Osiander, Tübingen 1840. MDZ München
- Das Flözgebirge Würtembergs. Mit besonderer Rücksicht auf den Jura. Laupp, Tübingen 1843.
  - Zweite mit Register und einigen Verbesserungen vermehrte Auflage. Laupp, Tübingen 1851. MDZ München
- Petrefactenkunde Deutschlands. Fues, Leipzig 1846–1884.
  - Erste Abtheilung
    - Erster Band: Die Cephalopoden. 1846–1849. MDZ München
    - Zweiter Band: Die Brachiopoden. 1871.
    - Dritter Band: Echinodermen (Echiniden). 1875.
    - Vierter Band: Echinodermen (Asteriden und Encriniden nebst Cysti- und Blastoideen). 1876.
    - Fünfter Band: Korallen (Schwämme). 1878.
    - Sechster Band: Korallen (Röhren- und Sternkorallen). 1881.
    - Siebenter Band: Gasteropoden. 1884.
- Handbuch der Petrefaktenkunde. 1. Auflage. Laupp, Tübingen 1852, 1867.
- Handbuch der Mineralogie. Laupp, Tübingen 1855, 1863. MDZ München;
- Der Jura. Laupp, Tübingen 1858.
  - Atlas zum Jura. Laupp, Tübingen 1858.
- Die Ammoniten des Schwäbischen Jura. Schweizerbart, Stuttgart 1883–1888. Band 1–3.
  - I. Band. Der Schwarze Jura (Lias). 1883–85.
  - II. Band. Der braune Jura. 1886, 1887.
  - III. Band. Der weisse Jura. 1887, 1888.
- Epochen der Natur. Laupp, Tübingen 1861 MDZ München

## Odznaczenia, wyróżnienia i upamiętnienie
- 1856 – kawaler Orderu Fryderyka[5]
- 1862 – kawaler I klasy Orderu Korony Wirtemberskiej[6]
- 1865 – kawaler II klasy Orderu Świętego Stanisława[7]
- 1869 – członek zagraniczny Bawarskiej Akademii Nauk[8].
- 1886 – komandor Orderu Korony Wirtemberskiej[9]
- Jego nazwisko nosi minerał quenstedtyt[10]